# Het Kijkverdriet
Het Kijkverdriet is een natuurgebied nabij de tot de Oost-Vlaamse gemeente Temse behorende plaats Steendorp.
Het betreft een gebied van 4,8 ha, bestaande uit zoetwaterslikken langs de Schelde. Ook schorren zijn er aanwezig en deze zijn begroeid met riet en wilgenvloedbos. Vanaf 1980 werd het beheerd als natuurgebied en in 1998 werd het bezit van het Agentschap voor Natuur en Bos.
Het betreft een zoetwatergetijdengebied met Spindotterbloem en Oeverloofslak wordt gevonden, twee soorten die gebonden zijn aan dit speciale milieu.
Het gebied, dat wetenschappelijke waarde heeft, kan enkel in het winterseizoen onder begeleiding worden bezocht.